# Gotmar de Vic
Gotmar fou bisbe de Vic des de 886 fins al voltant de 899.
El 886, Guifré el Pilós va aconseguir de l'arquebisbe de Narbona, metropolità dels bisbats sud-pirinencs, el restabliment de la diòcesi i la consagració episcopal de l'arxipreste Gotmar, que restaura després de gairebé dos segles el bisbat de Vic destruït per la invasió àrab del 718.
Aprofitant la reconciliació del bisbe Gotmar de Vic amb Guifré, Teotard va poder convocar, el 890, a Port -localitat propera a Nimes- un concili amb l'assistència dels arquebisbes metropolitans d'Arle, Ais de Provença, Ambrun, Ate i Marsella com també dels titulars de diòcesis sufragànies de Narbona: Nimes, Carcassona, Albi, Usès, Magalona, Agde, Besiers, Tolosa, Lodeva, Elna i Vic. En aquest concili, on va formular-s'hi una condemna a les usurpacions d'Urgell i Girona, el bisbe Gotmar de Vic va declarar-se penedit d'haver col·laborat amb Frodoí i Esclua en la consagració anti-canònica d'Eremir, i obtingué el perdó dels pares conciliars, amb l'encàrrec de comunicar les resolucions sinodals a Sunyer II d'Empúries.
Durant el seu bisbat, feu construir la nova catedral, fora del recinte d'Ausa -una ciutat abandonada i en ruïnes, a causa de les destruccions provocades primer pels musulmans i, després, per la revolta d'Aissó - i la situà en un nou nucli de població, proper a l'antiga ciutat, un veïnat - vicus en llatí-, origen de l'actual Vic.
Va consolidar l'Escriptori, on es redactaven documents i es produïen llibres litúrgics destinats al servei de la mateixa catedral i de les esglésies parroquials que s'anaven restaurant o creant de nou.
L'any 890 va consagrar l'ampliació de l'església de Sant Pere de Ripoll.